# 忠犬ハチ公
忠犬ハチ公（ちゅうけんハチこう）は、日本の忠犬。大正末期から昭和初期にかけて、東京市の渋谷駅まで飼い主の帰りを出迎えに行き、飼い主の死去後も約10年にわたって通い続け、飼い主の帰りを待ったという逸話で知られる。

## 概要
犬種は秋田犬（あきたいぬ）で、性別はオス。名前はハチ。ハチ公の愛称でも知られる。ハチが飼い主を待ち続けた渋谷駅の出入り口の前には、ハチの銅像が設置されており、この「忠犬ハチ公像」は、渋谷のシンボルとして、観光名所としても有名である。
ハチは、飼い主が死去した後も駅前で帰りを待ち続けた「忠犬」として知られる。東京・渋谷をはじめ、ゆかりの地には像が置かれている。特に、渋谷駅前のハチ公銅像は、いつしか待ち合わせの目印として使われるようになり、その銅像周囲は待ち合わせ場所としては「ハチ公前」などと呼ばれ、広く親しまれている。
ハチの飼い主は、東京府豊多摩郡渋谷町大向（現・東京都渋谷区松濤一丁目）に住んでいた、東京帝国大学の教授・上野英三郎であった。彼は、大変な愛犬家であり、ハチの前にもたくさんの犬を飼っていた。出かける時には、渋谷駅までハチを伴うことも多かった。しかしながら、ハチを飼い始めた翌年にあたる1925年（大正14年）5月21日に上野は急死した。
上野の死後も、駅前で亡くなった飼い主の帰りを毎日待ち続けたハチの姿は、新聞記事に掲載され、人々に感銘を与えたことから「忠犬ハチ公」と呼ばれるようになった。
さらに、1934年（昭和9年）には、渋谷駅前にハチの銅像が設置されることとなり、その除幕式にはハチ自身も参列した。同年に尋常小学校2年生の修身の教科書には「恩ヲ忘レルナ」の話題として、ハチの物語が採用された。これをファシズムと関連づける見解があるが、1936年（昭和11年）発行の修身教科書の「恩ヲ忘レルナ」の話題は、大正時代の修身教科書の「永田佐吉の恩返し」に戻り、1938年（昭和13年）発行の修身教科書の「謝恩」の話題は、大正時代の修身教科書の「謝恩」の話題「豊臣秀吉夫妻の恩返し」に戻っており、ハチの物語は二度と修身教科書に採用されなかった。
ハチの銅像は、第二次世界大戦中の金属供出によって破壊されたが、戦後再建され、現在に至るまで渋谷のシンボルとして、渋谷駅前における待ち合わせの目印となって立像している。
映画化もされ、1987年に『ハチ公物語』（松竹） が制作された。しかし、事実とはかなり違うフィクションの部分が多く、秋田犬に睡眠薬を使うなど、現在では考えられない撮影だった。2009年には、ハリウッド映画『HACHI 約束の犬』が公開された。プロデューサーのVicki Shigekuni Wong氏は、1980年代に渋谷を訪れた際、ハチ公像を目にし、彼の生涯に感動し、アメリカに帰ったのち、柴犬を飼い、ハチと名付けた。愛犬ハチが16歳で亡くなると、犬と人との絆の強さを象徴するハチ公の映画を作ろうと決心した。
2023年には、中国で映画『忠犬八公』が公開され、劇中の犬の名前は「八筒」（麻雀牌の八筒に由来）に替えられたが、映画の題名は、ハチ公を漢字表記した「八公」であり、1987年の『ハチ公物語』を原型に改編したリメイク作品であることが、表題とクレジットに明記された。

## 生涯

### 生誕
ハチは、1923年（大正12年）11月10日、秋田県北秋田郡二井田村（現・大館市）大子内の斉藤義一宅に八頭の兄弟で誕生した。父犬の名は「オオシナイ（大子内）」、母犬の名は「ゴマ（胡麻）」で、赤毛の子犬であった。

### 上野宅での生活

ハチ公と、渋谷区（現在）に住んでいた、ある家族の写真

東京帝国大学農学部で教授を務めていた上野は、秋田犬の仔犬を飼いたいとの希望があり、ハチは世間瀬という人物によって、上野のもとへ届けられることになった。ハチの価格は30円（当時）であり、生後間もない1924年（大正13年）1月14日、米俵に入れられて大館駅を出発。急行第702列車の荷物車にて20時間の移動後、東京の上野駅に到着した。
上野の居宅は、東京府豊多摩郡渋谷町大字中渋谷字大向834番地で、ハチは「ジョン」と「エス（S）」という2頭の犬たちと共に飼われた。このうち、ポインター犬のジョンは、特にハチの面倒見が良かった。
ハチは、玄関先や門の前で主人・上野を必ず見送り、時には最寄駅の渋谷駅まで送り迎えすることもあった。

### 上野の死後
ハチを飼い始めて1年余りが経った1925年（大正14年）5月21日、主人・上野は農学部教授会会議の後に脳溢血で倒れ、急死してしまう。ハチは、この後3日間は何も食べなかった。同25日には、上野の通夜が行われたが、その日もハチは、ジョンとエスと一緒に上野を渋谷駅まで迎えに行っていたという。
八重子と上野は入籍しておらず、内縁関係であったため、八重子は上野の財産を相続することも、家に住み続けることもできなかった。そのため、八重子自身は彼女の親戚の家に身を寄せ、犬達は八重子の親戚の家に預けられる事になった。
ハチは、八重の親戚の日本橋伝馬町の呉服屋へ預けられたが、人懐っこい性格から店に客が来るとすぐ飛びついてしまうため、商売にならず、そのため浅草の高橋千吉宅へと移された。しかし、ハチの上野を慕う心は甚だしかったためか、散歩中に渋谷へ向かって逸走するなどのことがあるほどだった。
さらに、ここでもハチのことで、高橋と近所の住人との間でもめごとが起こった。ジョンは預け先から逃げ出し、行方不明になった。しばらく後に、上野の弟子達が八重子のために世田谷に家を建て、八重子はハチとエスを引き取った。渋谷の家で自由に遊び回っていたハチは、世田谷で近所の畑で走り回り、作物を駄目にしてしまうということがあった。
また、ハチが家から時々居なくなり、人々にハチを渋谷で見たと聞かされた八重子は、ハチが上野に会いたがっていると感じ、豊多摩郡代々幡町大字代々木字富ケ谷に住んでいた、上野宅出入りの植木職人で、ハチを幼少時から可愛がっていた小林菊三郎のもとにハチを預けた。ハチが代々木富ケ谷の小林宅に移ったのは、上野が死亡してから2年余りが経った1927年（昭和2年）秋のことであった。
この頃から渋谷駅で、上野が帰宅していた時間にハチが頻繁に目撃されるようになった。ハチは小林にもねんごろに愛育されていたのにもかかわらず、渋谷駅を訪れては道行く人々を見て、食事のために小林宅に戻って、また渋谷駅に向かうということを繰り返していた。ハチが渋谷駅を訪れる際には、途中の渋谷大向にある旧上野邸に必ず立ち寄って、窓から中を覗いていたという。
ハチは、白と言われることもあるが、秋田犬保存会（当時は日本犬保存会）の昭和8年11月3日に開催された、第2回日本犬展覧会記録には「淡茶」と記載されている。保存されている本物のハチ公の首の部分の毛は、茶色である。
当時は、犬は「安産の象徴」とされており、身に付けていた胴輪を心ない人から「安産のお守り」としてよく盗まれていたため、野犬と間違われ、何度も野犬狩りで捕まった。ハチは大人しく、逃げるのが遅かったため、簡単に捕まっていたという。しかし、渋谷駅から離れると、絶対に動こうとしなかったという。

### 忠犬ハチ公

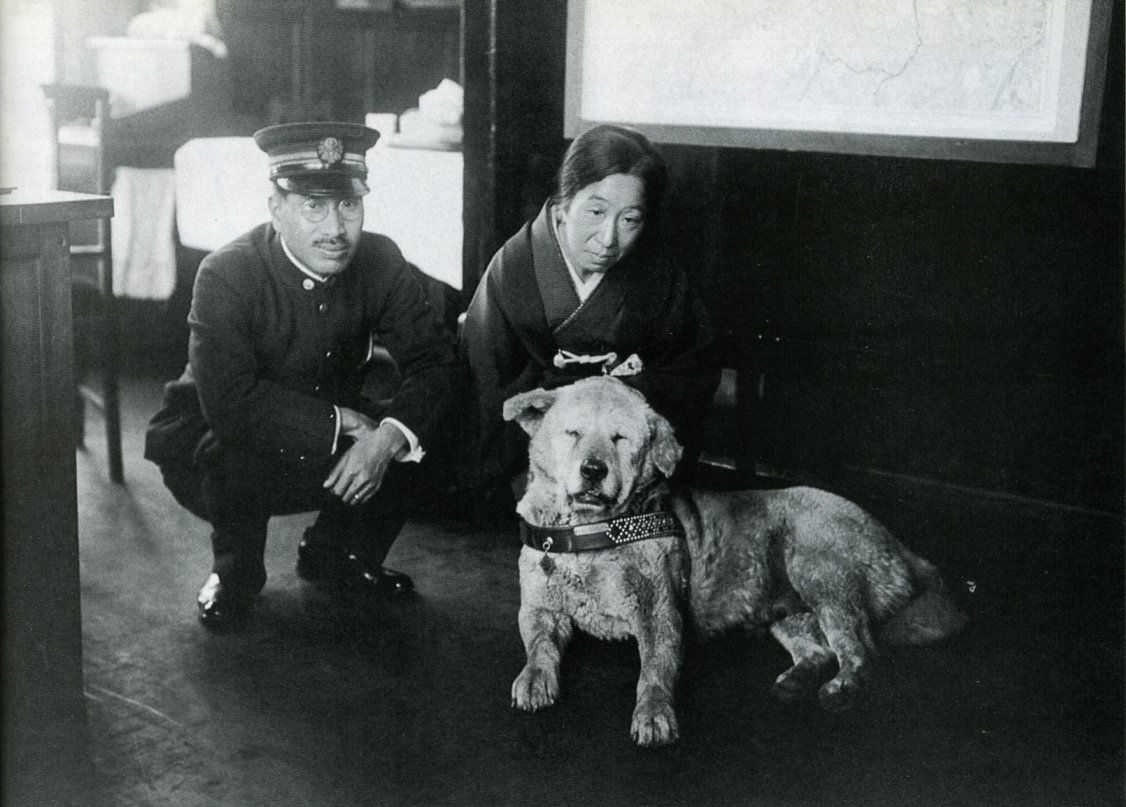
渋谷駅のハチ公、1933年（昭和8年）頃。写っている男性は吉川駅長。

渋谷駅前に現れ、故主を待つようになったハチは、通行人や商売人からしばしば虐待を受けたり、子供のいたずらの対象となったりしていた。
一方、上野を迎えに渋谷駅に通うハチのことを知っていた日本犬保存会初代会長の斎藤弘吉は、1932年（昭和7年）、渋谷駅周辺で邪険に扱われているハチを哀れみ、ハチの事を新聞に寄稿した。これは、東京朝日新聞に『いとしや老犬物語』というタイトルで掲載され、その内容は人々の心を打った。ハチについては、翌1933年（昭和8年）にも新聞報道され、さらに広く知られるようになり、有名となったハチは「ハチ公」と呼ばれ、かわいがられるようになる。

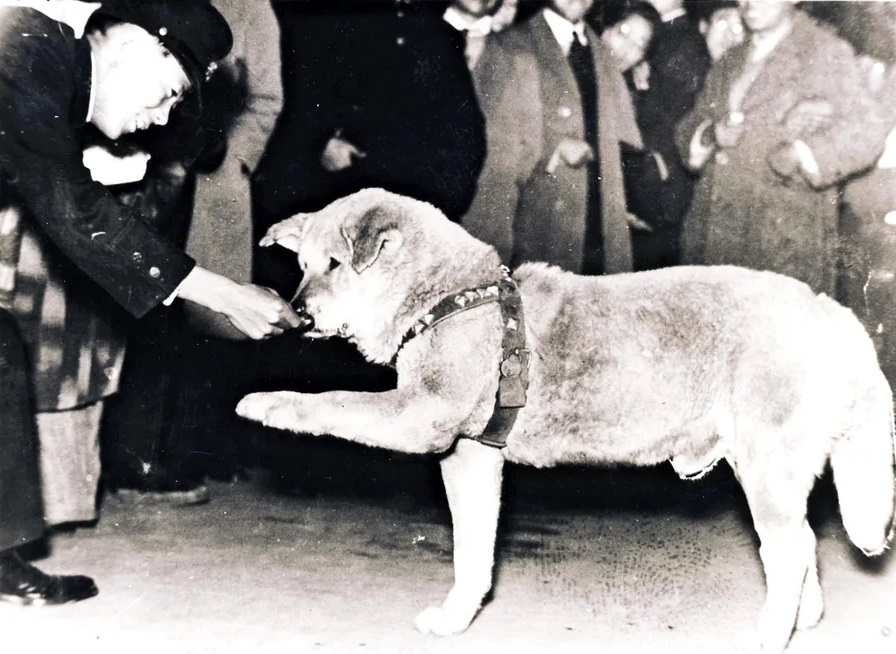
渋谷駅前で食べ物を与えようとした駅員にお手とみられる動きをするハチ、1933年頃。

同年11月には、ハチが世界的な愛犬団体・ポチクラブから、名誉会員に推薦されたと報じられた。ハチに食べ物を持参する者も多く現れるようになり、その人気から渋谷駅は、ハチが駅で寝泊りすることを許すようになった。
飼い主であった上野は「心が卑しくなる」として、ハチに芸をさせなかったといわれるが、この頃のハチはお手をしているとみられる姿が撮影されている。また、ハチの晩年を写した写真では左耳が垂れているが、これは生まれつきのものではない。垂れた理由として、野犬に嚙み付かれた際の後遺症、当時の飼育者が嚙まれた傷口を縫う応急処置に失敗した、などの説が存在する。
この頃に、ハチを正面から撮影した写真を上野宅の近所に住んでいた女性が保存しており、2017年に白根記念渋谷区郷土博物館・文学館へ寄贈。2019年2月・3月開催の新収蔵資料展で公開された。
1934年（昭和9年）、ハチが映画『あるぷす大将』（監督：山本嘉次郎）に出演する。生前のハチの姿が映像として収められた作品である。
日本に数年滞在していたブルーノ・タウトは、1934年10月31日に渋谷駅でハチ公を見たと日記の中で述べている。人々が優しく撫でていくが、その隣には、既に台座と像が置かれていることが記されている。タウトはこの時、ハチ公の写真も撮っている。
渋谷駅の駅員の一人がハチ公日記をつけており、JR東日本渋谷駅長に代々受け継がれている。一部はコピーされ、渋谷区の図書館で読むことができる。
ハチが上野博士の飼い犬だと判明した後には、ハチの健康管理、治療を、東大の獣医がするようになった。

### 死

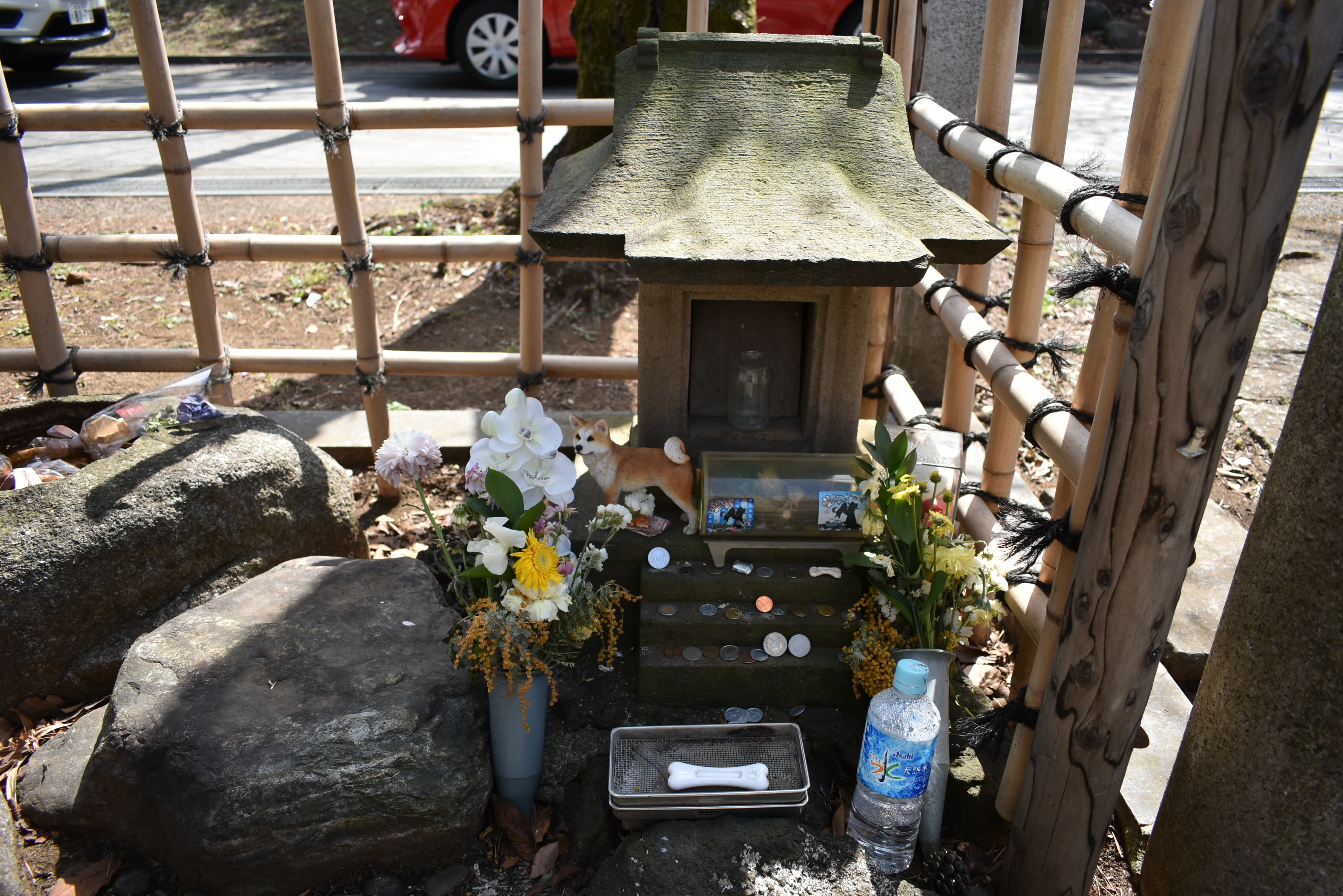
「忠犬ハチ公」の墓碑（2019年3月21日撮影）

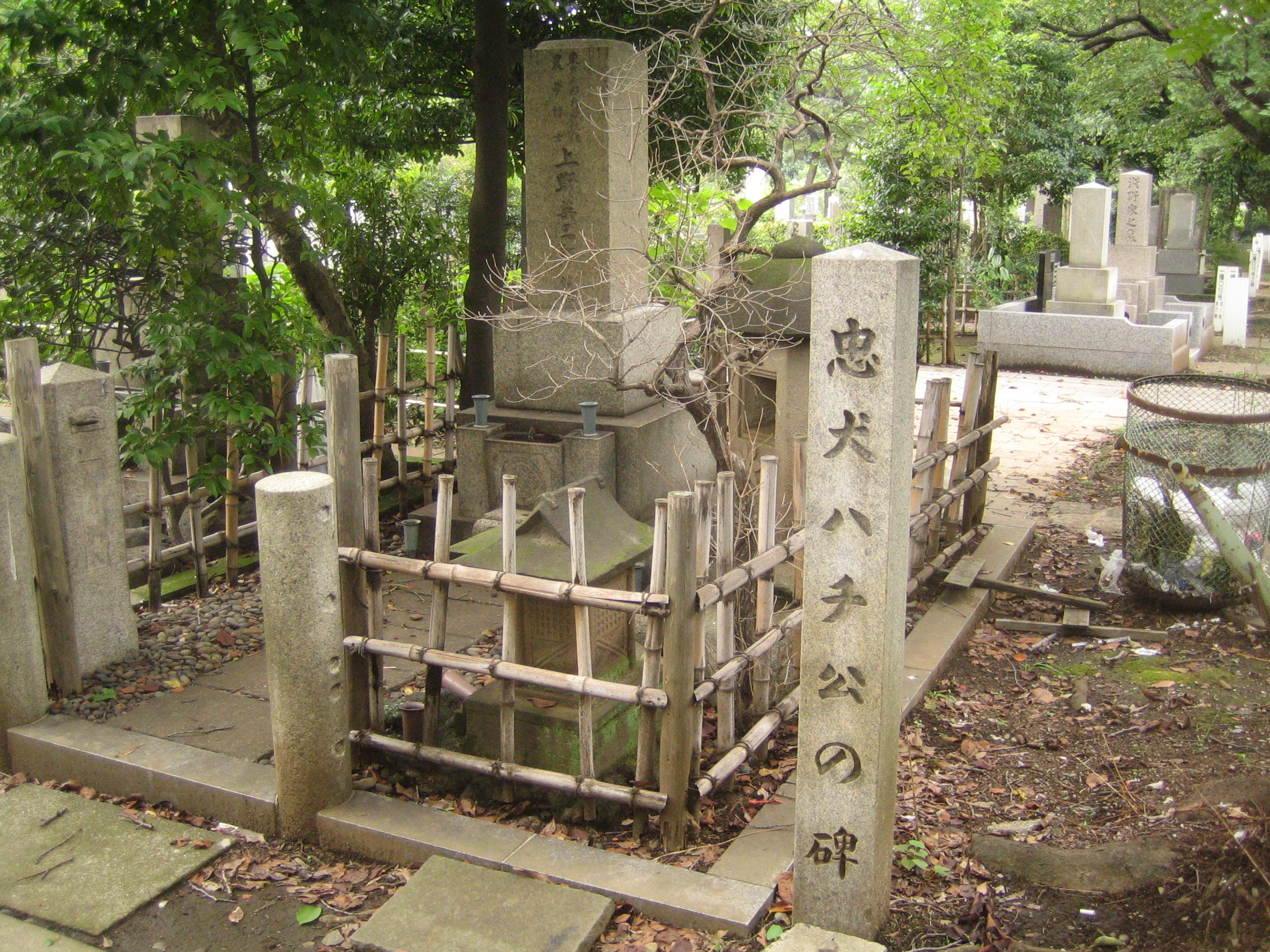
青山霊園にあるハチと上野英三郎の墓所。囲いの内の手前に見える石祠にハチが祀られる。
（2007年撮影）

上野が死去してから10年近くが経った1935年（昭和10年）3月8日午前6時過ぎ、ハチは渋谷川に架かる稲荷橋付近、滝沢酒店北側路地の入口（現在の渋谷ストリーム駐車場入り口付近）で、死んでいるのを発見された。死亡時刻は同日の午前2時とされている。満11歳没。ここは渋谷駅の反対側で、普段はハチが行かない場所であった。
ハチの死後、渋谷駅では12日にハチの告別式が行われ、上野の妻・八重や、富ヶ谷の小林夫妻、駅や町内の人々など多数参列した。ハチとフォックステリアのデビーとの間に産まれた息子・クマも参加した。また、渋谷・宮益坂にあった妙祐寺の僧侶など16人による読経が行われ、花環25、生花200、手紙や電報、更には180,200円を超える香典など、人間さながらの葬儀が執り行われたという。
ハチは、上野と同じ青山霊園に葬られ、4m四方の竹垣で囲った区画の奥には「東京帝国大学教授 農学博士 上野英三郎墓」と刻まれた墓石がある。右手には小さい祠があり、これがハチの墓である。死体は、坂本喜一と内弟子の本田晋によって剥製にされ、現在は東京・上野の国立科学博物館に所蔵され、幾度となくメディアにも登場している。また、遺骨は骨格標本にされたが、1945年5月25日の東京大空襲（山の手大空襲）によって焼失した。

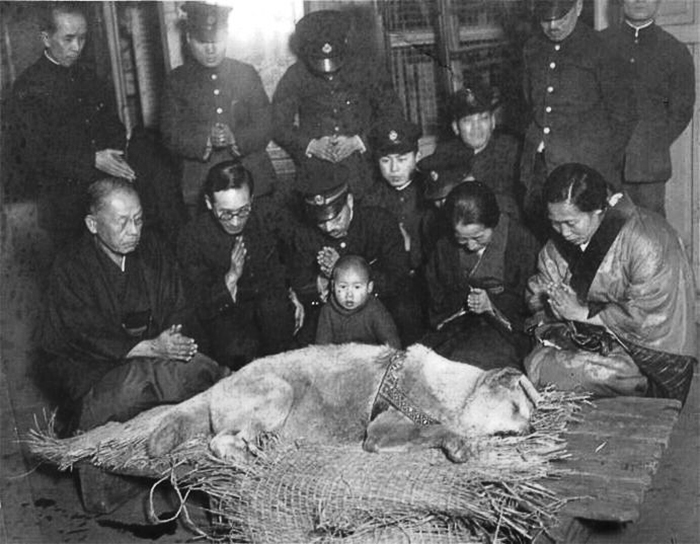
亡くなったハチと参列者達。前列の右から1番目に小林菊三郎の妻、2番目の人物が上野の妻・八重、左端に、ハチ公木像を計画した久保川。後列にはハチの世話をしていた駅員らが集う。
（1935年3月8日撮影。渋谷駅倉庫にて。翌日の『やまと新聞』に掲載される。）

## 死因
ハチの死後13時間が経過した3月8日午後3時、死体の病理解剖が、上野の勤務先であった東京帝国大学の農学部獣医学科病理細菌学教室（現・東京大学大学院農学生命科学研究科獣医学専攻獣医病理学研究室）において行われた。
解剖の結果、ハチの心臓には大量のフィラリアが寄生し、それに伴う腹水が貯留していた。また、胃の中からは焼き鳥のものと思われる串が3・4本見つかっている。
解剖後、ハチの剝製が作成され、内臓はホルマリンに漬けられて保存された。臓器については、ホルマリン液交換の度にじっくり観察すると、腫瘍らしきものが見られることが従来から認識されていた。組織標本採取の機会に恵まれた2010年（平成22年）の暮れから精密検査が行われ、犬フィラリア症は中程度（決定的致死原因に非ず）であって、それぞれ心臓に重度の浸潤性癌、肺に転移性の癌があることが確認された。この再検査の結果は2011年に発表された。
ハチの臓器標本は現在、東京大学農学資料館（弥生キャンパス農正門入ってすぐ右）に展示されており、フィラリアが寄生している様子も観察できる。なお、ハチ公が亡くなった当時はフィラリア予防薬はまだ無かった。

## 剝製

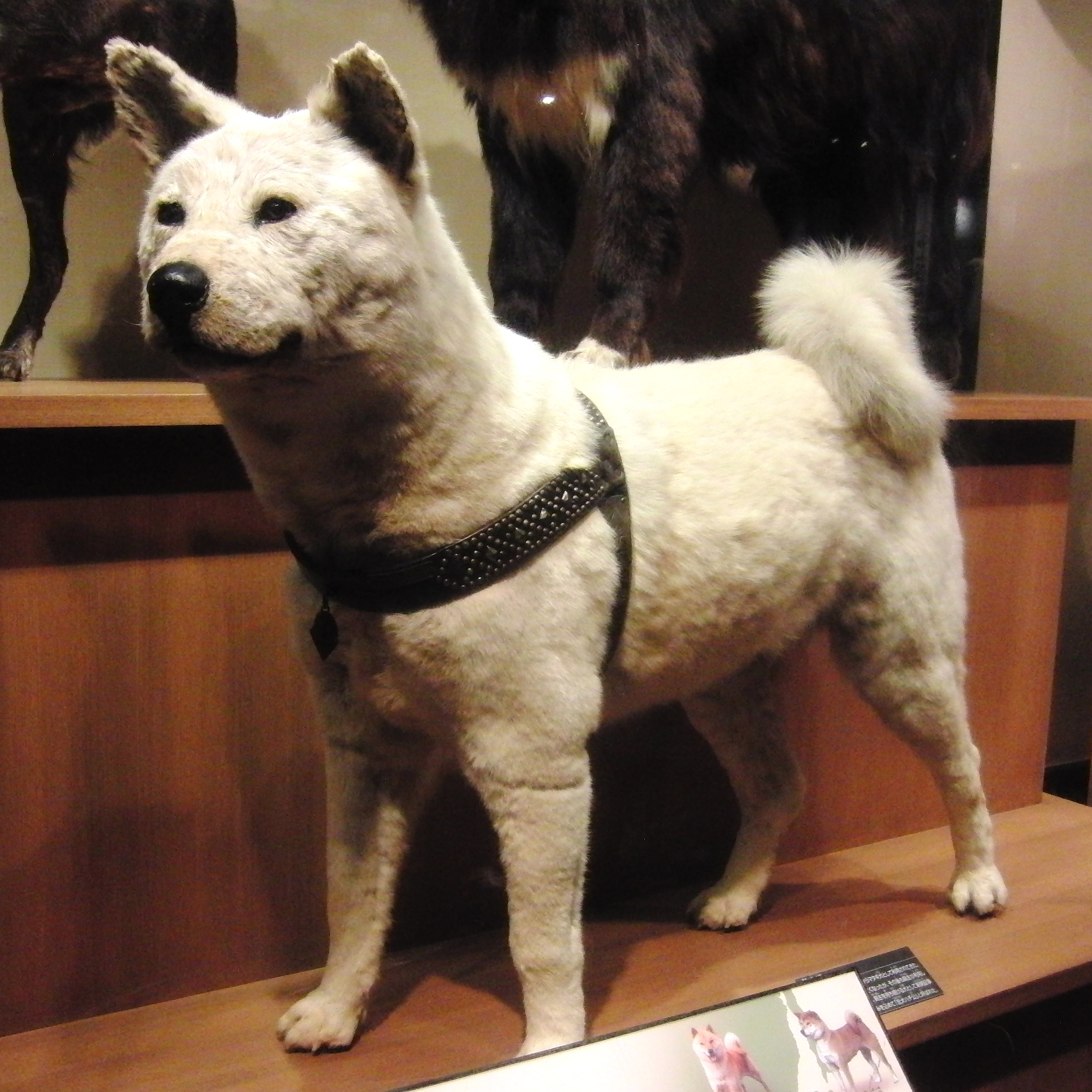
ハチの剥製
（国立科学博物館）

ハチの死体は、東京帝国大学で病理解剖後、3月10日に東京科学博物館（現・国立科学博物館）別館の木工部工作室に届けられ、そこで坂本喜一と内弟子の本田晋によって、剝製にされた。

### 製作者
ハチの剝製の製作は、一般には坂本喜一によるものとされている。坂本喜一は、日本の剝製製作の元祖と言われている坂本福治の息子であり「坂本式剝製法」を大成させた人物である。しかし、ハチの剝製製作依頼が来た時、既に坂本は高齢であったため、実際の剝製製作は内弟子の本田晋が担当した。
斎藤弘吉は、自書『日本の犬と狼』で、坂本と本田は剝製室内には完成までは一切、他の人を入れず、2人で籠って製作を行っていたが、自分だけは時々入室した、と記載している。

### 剝製製作

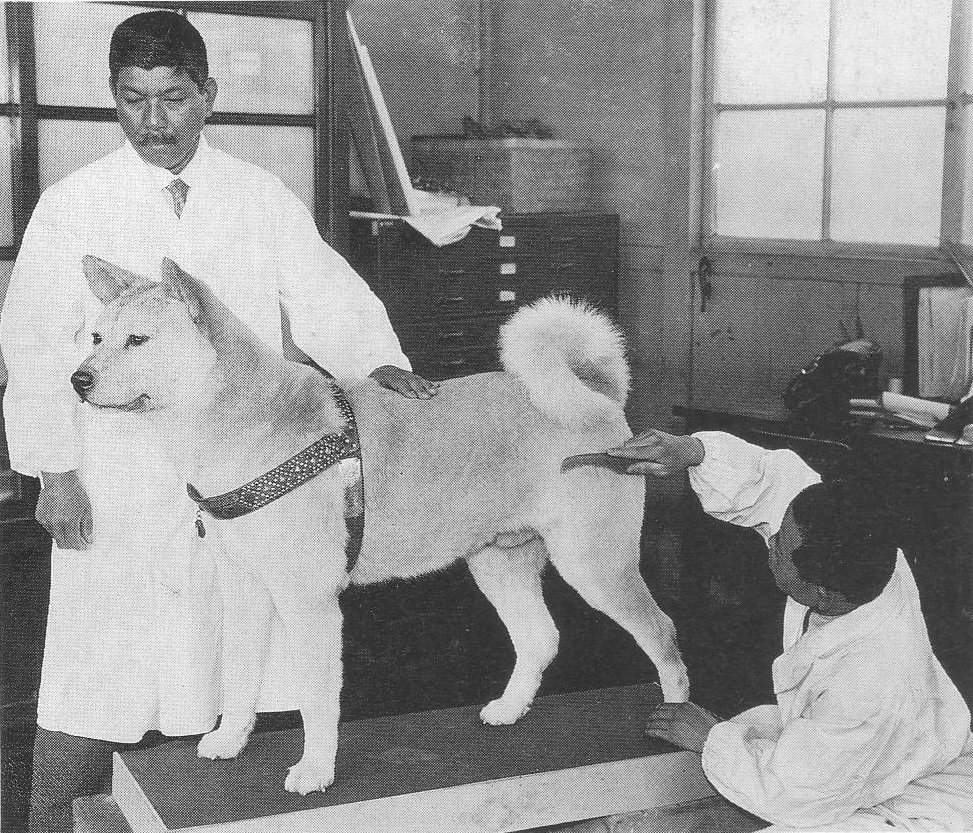
ハチ公の剥製製作の様子

東京科学博物館に届けられたハチの死体は、ひどく汚れて臭気も発していたため、まず時間をかけて念入りな洗浄が行われた。ハチは、持病のフィラリアがあったため、獣医らにより奉仕治療が行われていたが、注射を打つために前肢の毛が剃られており、四肢の内側を剥ぐために皮膚の切開を行うと、皮膚が浮き上がっていて皮下に貯まっていた注射液が流れ出した。毛が剃られた部分は、他の部分から毛が移植された。
垂れた左耳は、内側の軟骨部が付け根部分で咬み抜かれており、胃には焼き鳥の串が数本あった（東京大学の解剖記録によれば、胃の中に折れた串が数本あったが、胃壁に刺さってはいなかった）。
製作は、石膏で精密な塑像を制作し、その上に毛皮を被せる手法「坂本式剝製法」で作成された。骨格は全て取り除かれているため、残っているのは爪と指骨だけである。剥製が完成したのは6月13日で、本田晋が作成したケースに収められ、2日後の15日に東京科学博物館で開眼式が執り行われた後、一般公開された。
制作者の本田晋の86歳時の述懐によれば、ハチ剝製の胴体には後々の事を考えて「いつ死に、いつ作られ、誰が作ったのか」を記載した封筒をこっそり収めた。何万点も剝製を作ってきたが、そんな事をしたのはハチの剝製だけである、と記している。

### 剝製展示
国立科学博物館上野本館の日本館2階北翼に展示されている。2019年5月には、大館市観光交流施設・秋田犬の里開館のため、貸出された。

## 銅像

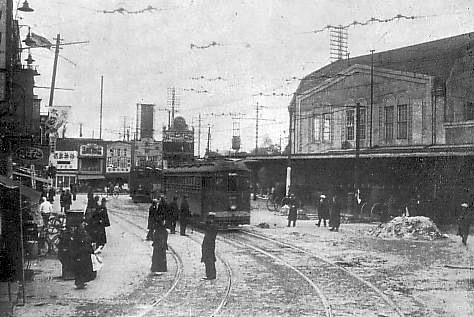
かつての渋谷駅
（写真は大正・昭和初期頃）

### 当初
1933年、世田谷の八重子の家の近くに住む久保川貞節は、ハチ公の美談を後世に伝えようと、ハチ公像を制作する計画を立てる。彼は、八重子と吉川駅長に許可を得て、木像作家大内青圃（せいほ）に木のハチ公像制作を依頼し、資金集めのために、大内が木版画の原板を制作、絵葉書として販売した。
斎藤弘吉は、ハチ公を有名にした自分と、すでに自身の作品として「日本犬ハチ」を発表していた彫刻家の安藤照で、いずれハチが亡くなった後に銅像を制作し、渋谷駅に設置しようと考えていた。そこで、斎藤と安藤は、久保川と大内を「木より銅の方が耐久性がある」と説得し、計画を断念させ、銅像制作を急ぐことにした。
後に斎藤は、著作で久保川について記述しており、それにより久保川は、ハチ公を利用して金を集めるあやしい老人として知られる事になってしまった。久保川について、2025年4月21日、国立公文書館アジア歴史資料センターが、公式サイトで資料を公開し、久保川が当時、ハチ公について外務省とも連絡を取る人物だったことが公になった。

これが、ハチが生きているうちに銅像が建てられた経緯である。動物の銅像がその存命中に建てられるのは、極めて異例である。

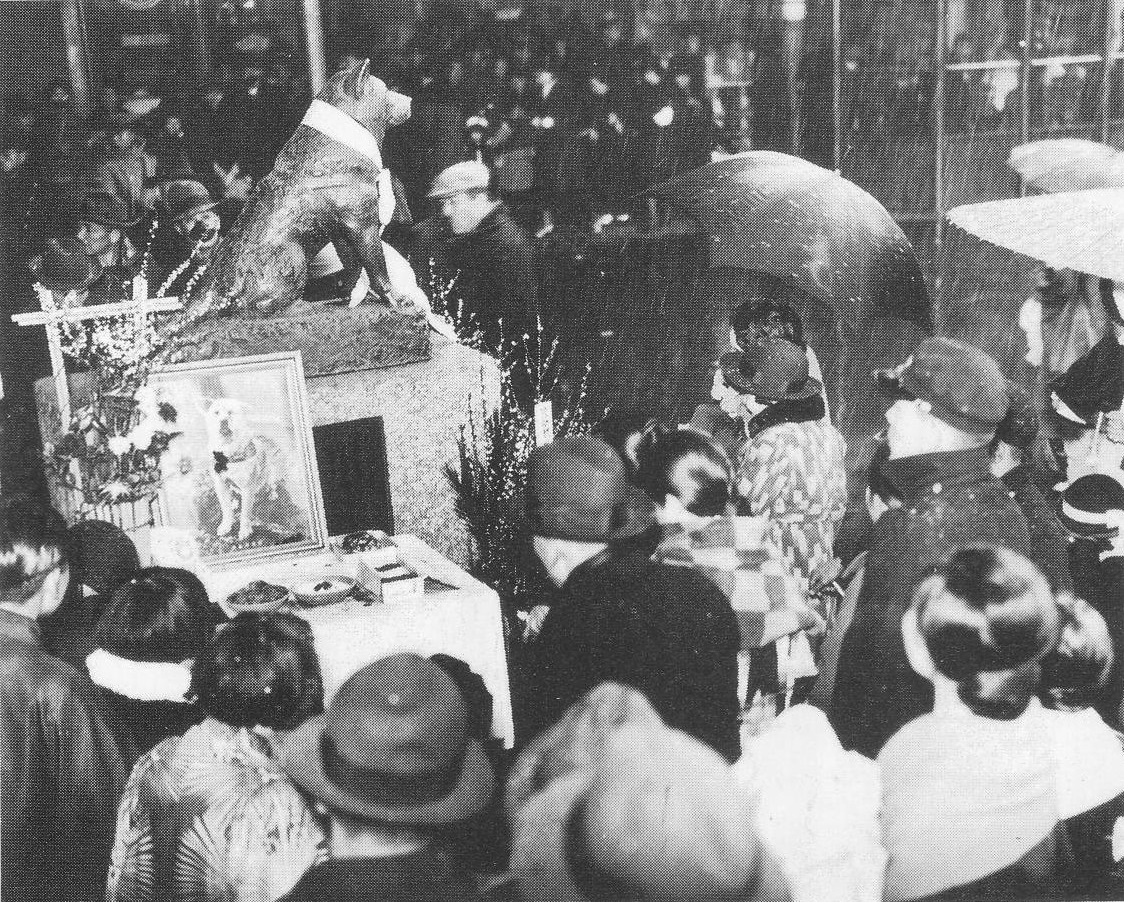
ハチ公一周忌の様子。写る銅像は "初代" 忠犬ハチ公像。安藤照作
（1936年3月8日撮影）

1934年（昭和9年）1月には「忠犬ハチ公銅像建設趣意書」が作成され、銅像建設の募金が開始された。日本犬保存会が発起した資金集めには、鉄道諸官庁も後援した。

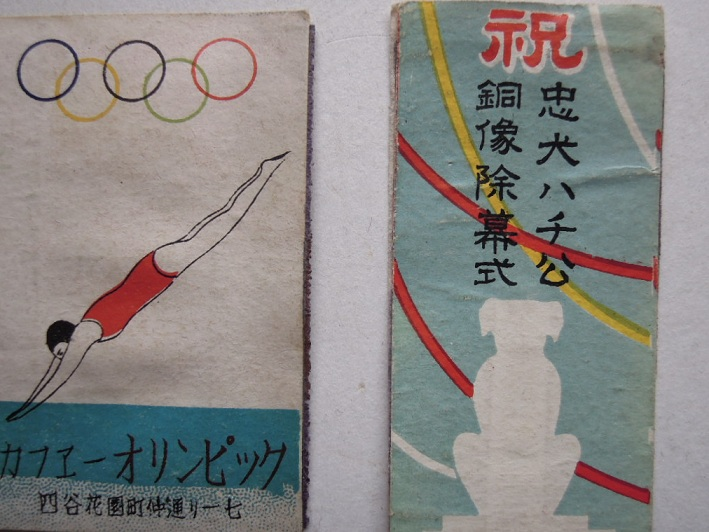
右：戦前ハチ公像 除幕式マッチラベル。ラベル蒐集家が、当時独自に製作した物。
左：同時代のカフェのマッチラベル

同年3月10日午後5時から、神宮外苑の日本青年館で、ハチと共に発起人の斎藤、上野未亡人などが参加した「銅像建設基金募集の夕」が開催され、約3,000人がハチを見ようと集まった。その後、同年4月21日には渋谷駅正面に「忠犬ハチ公像」が設置され、盛大に行われた銅像の除幕式にはハチ自身と飼主の上野未亡人、その孫娘のほか、文部省、鉄道省などの役人やハチのファンら約300人が参集した。
生存中に自らの像が作成・設置されたハチであったが、除幕式の翌年、1935年（昭和10年）3月8日に死んだ。この際、ハチ公像の周囲は花環で埋まり、大勢の人々が集まってハチの死を哀れんだ。

#### 金属供出と保存運動、そして溶解
時同じくして、日中戦争から太平洋戦争にかけての国内情勢から金属物資の不足が深刻化し、1941年（昭和16年）に勅令で金属類回収令が施行。これにより、ハチ公像が金属供出されることが、東京鉄道局より通達される。これを知った斎藤は、ハチ公像が金属供出される事を阻止する目的で抗議活動を起こした。その内容は、安藤の制作したこの銅像の芸術性を訴えかけたり、さらには自らが同じ分量の銅を捻出する旨を伝えたりするなどしてまで、銅像の溶解を断固として退けようとしたという。
しかし、国内の様々な銅像や梵鐘、庶民の有する細々とした金属製品までが供出される中、渋谷駅前という目立つ場所にあるハチ公像が供出されないのでは他に示しがつかないため、1944年（昭和19年）10月に、戦争が終わるまで別所にて保管するという事で表向きは「撤去」という扱いで決着がついた。
同年10月12日、渋谷駅ではハチ公像に日本国旗のたすきをかけるなどの「出陣式」が行われた 。「戦争が終わるまで別所にて保管する」となっていたハチ公像であったが、ポツダム宣言受諾を日本国民に伝える玉音放送の前日、1945年（昭和20年）8月14日に、鉄道省浜松工機部で溶解されてしまった。溶解されたハチ公像は、機関車の部品となり、東海道線を走ることになる。
なお、2006年（平成18年）6月13日放送の『開運!なんでも鑑定団』（テレビ東京）にて、一般人出演者が初代忠犬ハチ公像の台座部分に使用された銘板を出品。鑑定士により、本物と確認された。

#### 皇族に献上された臥像
1934年（昭和9年）、良子皇后（後の香淳皇后）がハチ公の美談に感銘を受け、ハチ公に会いたいと希望していることを知った、大館市の木村泰治（たいじ）は、宮内庁を訪れ、皇太后とハチ公を会わせる機会を提案したが、叶わなかった。
そこで木村は、安藤照にハチ公の模型を制作させ、献上することを思いついた。木村は、台湾の街を作った男として知られる、台湾財界の重鎮であり、大館のハチ公像建設費用の大半を出資した人物である。安藤照は、改札前で寝て待つハチをモチーフにした、小型のハチの臥像を渋谷駅前に建立される銅像と同時に制作した。この鋳造の忠犬ハチ公臥像は、同年5月10日、斎藤弘吉執筆による「ハチ事跡概要」と併せて、天皇（昭和天皇）、皇后、皇太后（貞明皇后）に献上された。
安藤は、この忠犬ハチ公臥像のレプリカを鋳造して所持していたが、1945年（昭和20年）5月、アメリカ軍による東京大空襲で死亡。レプリカの所在も不明となった。その後、安藤の息子で同じく彫刻家の安藤士が、足の折れた状態のレプリカを亡父のアトリエ跡から見つけ出した。2010年現在、安藤士はこのレプリカを保管している。なお、安藤士は2019年1月13日に95歳で死去。

### 現在

#### 再建

再建されたハチ公像（『東京の休日』より「ハチ公前」、1954年〈昭和29年〉、林忠彦撮影）

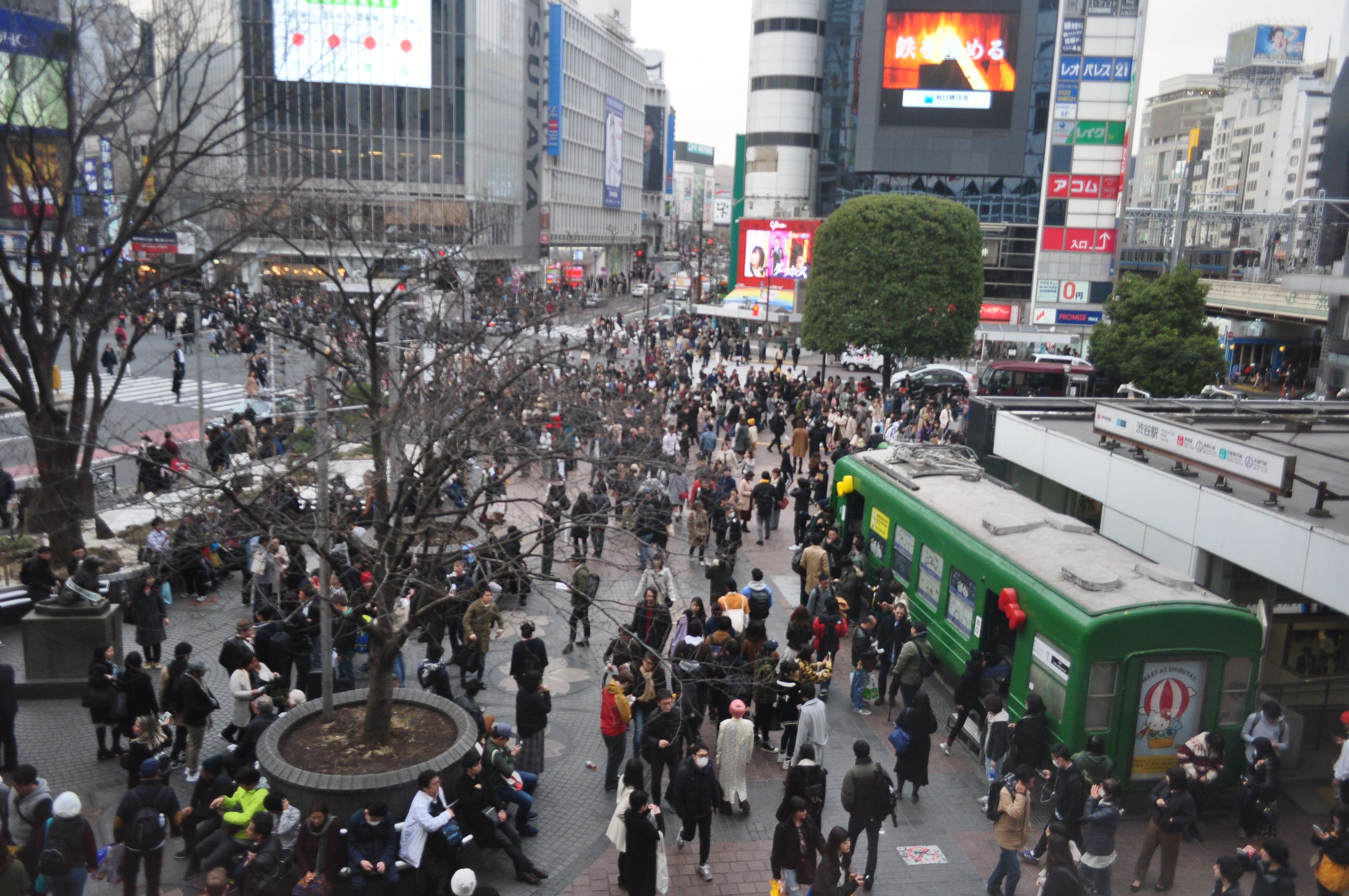
ハチ公前広場のハチ公像（左端）（2018年3月3日撮影）

現在のハチ公像（2014年）

安藤照が制作した忠犬ハチ公像は、戦争によって失われ、安藤も戦災死してしまったが、終戦から僅か3年後の1948年（昭和23年）8月、安藤の息子・安藤士の制作によって再建された。
敗戦後の日本は、未だ連合国軍の占領下にあったものの、忠犬ハチ公の物語は、戦前に既に欧米に紹介されており、再建にあたっては、その物語に感銘を受けていた連合国軍最高司令官総司令部（GHQ/SCAP）の愛犬家有志が、有形無形の支援を行ったと伝えられ、この再建像の除幕式である8月15日には、GHQの代表も参列した。
戦後の物資不足により、安藤士は亡父が遺した作品『大空に』を熔かして、新たなハチ公像を鋳造した。再建に際しては名称が問題となり、軍国主義を思わせる「忠犬」という言葉ではなく「愛犬」ハチ公にしようという意見があったが、最終的に「忠犬」のままとなった。
また再建直後の同年8月30日には、来日したヘレン・ケラーが渋谷駅前を訪れ、ハチ公像に触れている。アメリカの女優であるジューン・ロックハートは、ラッシーからの友情の花輪をハチ公像の首にかけた。
1960年代では、ハチ公像の知名度は高かったが、ハチ公の歴史について知っている人は少なかった。1980年代に東急グループが映画などによって、ハチ公を渋谷駅のランドマークにしていったことで、再びハチ公の由来が有名になっていった。
ハチ公像建立50周年にあたる1984年4月8日のハチ公祭りにおいて、東京大学農学部農学資料館に展示されている上野英三郎胸像が特別に運び込まれ、銅像同士の再会を果たす。
像が設置されている広場に繋がる渋谷駅の玄関口には「ハチ公口」という名称がつき、渋谷スクランブル交差点につながる人通りの多い場所であり、待ち合わせの名所としても知られる。再建当時は、当時の駅前広場の中央に鎮座していた忠犬ハチ公像であるが、停車エリア（現存せず）の開設や地下街出口の設置、噴水広場（現存せず）の整備等のたびに広場内で移動を繰り返している。1989年（平成元年）5月の駅前広場拡張にともなう4回目の移動では、設置の方角もそれまでの北向きから東向きに修正され、駅の出口にハチが対面する形となった。また、台座の高さも像に触れやすい高さに変更された。

#### 試作像の発見
山形県の藤島町役場（2005年より鶴岡市役所藤島庁舎）には、正体不明のまま保管されていた石膏製の犬の像があったが、これは2006年（平成18年）、地元の薬剤師・高宮宏によって、渋谷駅前に再建された忠犬ハチ公像の試作品であることが明らかにされた。
この石膏像は、再建像を制作した彫刻家・安藤士によって1947年（昭和22年）に制作されたもので、実際の銅像の完成後には、安藤が作業場として使っていた借家を家財ごと女優の三條美紀が購入した事がきっかけで、三條の父で藤島町出身の佐藤円治（元俳優・映画制作会社役員）の手に渡った。
その後、持ち主を転々として、最終的に1985年（昭和60年）藤島町役場の新庁舎完成記念として、建設会社から役場に寄贈されて、保管されていた。この事実が判明後、鶴岡市役所藤島庁舎はこの像を展示し、一般に公開していた。
2012年（平成24年）6月24日より、JR鶴岡駅構内に、ひな人形展示の時期を除き、公開されている（4月15日から翌年の2月15日まで）。
この試作像が見つかった鶴岡市は、忠犬ハチ公を世に知らしめた斎藤弘吉の出身地でもあったことから、これらに関する活動が盛んに行われるようになった。2006年（平成18年）11月3日には「鶴岡ハチ公像保存会」が設立された。同会はハチ公石膏像の保存や普及、斎藤弘吉の偉業の普及、およびハチの兄弟子孫の調査などを活動内容としている。初代会長には、石膏像の出自を明らかにした薬剤師・高宮、副会長には勝木正人、事務局長には黒羽根洋司が就任した。
初代会長高宮宏は、2023年、ハチ公生誕100年を祝い、鶴岡市で「ハチ公と斎藤弘吉展」を開催した。

### 渋谷駅以外

#### 大館駅
大館駅（秋田県）の駅構内にハチ公神社が作られていた。駅舎の外には渋谷駅と同型のハチ公像も飾られていた。2023年10月、駅舎がリニューアルされ、ハチ公神社は無くなり、神社にあったハチ公像は、秋田犬の里に移動、展示してある。

#### 久居駅

久居駅前に設置されている上野英三郎とハチ公像

上野の生誕地である三重県津市久居地域では「上野とハチが一対となった銅像」の設置を目的に、募金活動を行うなどした。その結果、2012年（平成24年）10月に久居駅東口にこの一対になった銅像が完成・20日に除幕式が執り行われた。

#### 東大本郷キャンパス
2015年（平成27年）3月8日（ハチの80回目の命日）、東京大学本郷地区キャンパスの農学部キャンパス（弥生キャンパス）に、上野とハチが一対になった銅像が完成している。
農学資料館では、東大の元職員達による「ハチ公 & Dr.Ueno Cafe」が、毎月8日に開催されている。ハチ公と上野博士をモチーフにした商品が販売され、売り上げは農学部と銅像維持のために使われる。ハチ公と上野博士像の縮小像も製造販売されている。渋谷区在住のハチ公愛好家が1体を大館市の秋田犬の里に寄贈し、展示されている。

#### 飯舘村
福島県飯舘村、道の駅までいに、鉄のハチ公像が設置されている。

#### ウーンソケット
2012年5月、ハリウッド映画『HACHI 約束の犬』撮影地のアメリカ・ロードアイランド州・ウーンソケットの駅舎前に、映画制作後、ハチ公像が設置された。

#### ラファイエット
2016年10月、アメリカ・ニュージャージー州 ラファイエットのAbbey Glen Pet Memorial Park に、東大弥生キャンパスに設置されている、ハチ公と上野博士像と同型の銅像が設置された。

## 秋田県大館市の活動

大館駅前のハチ公像

生後間もなく東京・渋谷の飼い主の元に届けられたハチであるが、秋田県大館市は「ハチ公生誕の地」として、ハチに関連する活動を多く行っている。
当地での活動の始まりは、ハチの死後4か月あまりを経た1935年（昭和10年）7月8日、東京・渋谷のハチ公像と同じ型で作られた銅像が大館駅前に設置されたことによる。この銅像も渋谷の銅像と同じく戦時の金属供出によって失われたが、1987年（昭和62年）11月14日に再建・序幕された。このハチ公像は、晩年のハチをモデルとした左耳が垂れたすがたの渋谷のハチ公像とは異なり、両耳とも直立していることを特徴としている。
また、大館駅の構内には1989年（平成元年）春、「JRハチ公神社」と称する神社が作られ、発泡スチロール製の全長・全高ともに約2メートルという大型のハチ公像が設置された。これは大館商工会議所が映画『ハチ公物語』（1987年公開）を記念して作成したものであった（『交通新聞』）。後に2009年（平成21年）10月14日、全長85センチメートル、重さ30キログラムの青銅製（台座・額・由来案内板は十和田石）の「2代目」ハチ公像（高さ85cm、幅40cm、奥行き90cm）に置き換えられ、神社自体も新装となった。
「2代目忠犬ハチ公銅像」は、2019年5月8日開館の観光交流施設「秋田犬の里」に移設された。秋田犬の里の外観はハチ公が飼い主を待ち続けた時の二代目の渋谷駅である。
さらに、2003年（平成15年）10月12日にはハチの生誕80周年を記念し、市内のハチの生家前に石碑が設置された。また、翌2004年（平成16年）10月には、市内の秋田犬会館前に新たな像、「望郷のハチ公像」が設置された。
大館市にある大館樹海ドームは、2017年（平成29年）4月より、命名権により「ニプロハチ公ドーム」の名称がつけられる。
2023年、ハチ公生誕100年を祝うため、大館市が中心となり渋谷区と協力し、「HACHI100」プロジェクトが運営され現在も続いている。
2023年11月11日、12日の2日間、ニプロハチ公ドームで、HACHIフェス in 大館が開催された。会場では、映画「HACHI約束の犬」(Hachi : A Dog's Tale)プロデューサー、Vicki氏の、お祝いのビデオが流された。Vicki氏はHACHIフェスに先立ち、11月初旬に大館市を訪問し、秋田犬の里、秋田犬会館、ふるさわおんせんなどを訪れた。
2024年、黄金の秋田犬親子像を大館市が購入。秋田犬の里で常時展示されている。
毎年5月8日に、忠犬ハチ公慰霊祭が開催されており、ハチ公生家の齋藤良作氏と地域の小学生による、花輪の贈呈が行われている。

## 斎藤による述懐
ハチのことを新聞に投書した斎藤弘吉によれば、駅員や焼き鳥屋にいじめられるハチがかわいそうなので、日本犬の会誌にこのことを書いたが、より多くの人に知ってもらうためにと、朝日新聞に投書したという。斎藤は自著『日本の犬と狼』のなかで、次のように記している。

## 美談への異説と反論

### 異説
この一連の美談に対し、異を唱える説も存在している。
哲学者の高橋庄治は当時、上野英三郎の近所に住んでおり、渋谷駅で待つハチも目撃しているが、上野は大学教授という職業柄、通勤時刻が不規則な上、ハチも通勤に関係無い時間帯に駅近くをぶらぶらしていた。このハチの習慣を知らない駅員が、勝手に忠犬と勘違いした話を、戦時中多用された忠義という言葉の宣伝のために利用されたのではないかと推測している。
ハチが毎日のように渋谷駅に現れたのは、駅前の屋台で貰える焼き鳥が目当てだったという説もあり、生前のハチを実際に見ている渋谷出身の鉄道紀行作家・宮脇俊三によると、1933年（昭和8年）当時からハチは、駅周辺の人々から与えられる餌を目当てにしているという噂が立っていた。

### 異説に対する反論
一方、実際のハチには、この説と合致しない行動が知られている。
- 屋台が出ない朝9時にも必ず駅に通っていた。「ハチの渋谷駅へ行く日課は正確であった。小林宅を出るのは毎日午前9時ごろ。しばらくすると戻る。夕方は6時近くなると出かけ、戻るのは午後5時過ぎから6時頃であった。これは、上野が朝出かける時間と夕方の帰宅時間であった」と記されている[22]。
- 餌を貰えるようになったのは、駅通いしていた9年間のうち、美談として報道されたのちの有名になった最後の2年間のみであった。それ以前は駅員や焼き鳥屋、子供など駅周辺の人々から邪険に扱われており、時には暴力を受けるほどであった[48]。
- 上野に代わった飼い主・小林菊三郎は、ハチを大切に世話しており、食事として牛肉を与えていた。それを食べていたなら、ハチが空腹になることは考え難い[22]。
- ハチが座っていたのは駅前の屋台の近くではなく、上野が出てくる改札口に接する小荷物窓口の近くであった[47]。
- ハチに声をかけてパンを鼻先に置く人がいても、ハチは横になったままそれを眺めるだけであまり食べようとしなかった[47]。
- 小学生の時に6年間ハチ公を渋谷駅で見ていたと言う、作家のマクドナルド由美氏の母親によると、朝は焼き鳥屋は開店していなかったし、ハチは改札口をじっと見ていたとの事。

また、ハチの美談を世に知らしめた斎藤弘吉は「有名になるといつの世でも反対派が出るもので、ハチが渋谷駅を離れないのは焼き鳥がほしいからだと言いだす者が出た。ハチに限らず犬は焼き鳥が一番の好物で、私も小林君もよく買って与えていたが、そのためにハチが駅にいるようになったものでない…」と、自身の著書の中で異論に反対している。

## ハチ公をテーマ、モチーフとした作品

### 映画
- 『あるぷす大将』（P.C.L.映画製作所、配給：東和商事映画部、監督：山本嘉次郎、1934年公開）
渋谷駅前で主人公たちが、ハチの銅像と、焼き鳥屋の前にいるハチ自身に出会うシーンがある。原作小説「あるぷす大将」吉川英治作には、ハチ公は登場していない。
- 『ハチ公物語』
1958年制作と推定される中川順夫監督の16ミリフィルム教育映画で、白根記念渋谷区郷土博物館が所蔵[49]。
- 『ハチ公物語』 （松竹、1987年公開）
- 『HACHI 約束の犬』 （アメリカ映画、2009年公開）
2009年（平成21年）7月7日に映画『HACHI 約束の犬』に主演のリチャード・ギアが同映画のPRのため、渋谷駅前を訪れ「ハチ公銅像訪問記念セレモニー」において「ついに初めて本当のハチに会えました。今日は本当に幸せで、光栄な気分です」と語り、ハチ公像の首に花輪をかけた。
- 『ハチとパルマの物語』 （ロシア映画、2021年公開）
ジャーマンシェパードのパルマという実在の犬をテーマにした作品。空港で主人を待つパルマは忠犬ハチ公になぞらえられ、秋田犬の登場シーンや秋田県大館市での撮影シーンがある。
- 『忠犬八公』 （中国映画、2023年公開）
1987年版の日本映画のリメイク版。

### テレビドラマ
- 『あるぷす大将』
先述の映画のテレビドラマ化、1959年にKRT（現・TBSテレビ）、1963年にNHK総合テレビ、1964年に東京12チャンネル（テレビ東京）でと、3回にわたって放送された。
- 『伝説の秋田犬 ハチ』（日本テレビ「ドラマコンプレックス」、2006年放送）

### テレビアニメ
- 『ワンサくん』（関西テレビ）
第10話「犬の死に方おしえます」。犬仲間のボス格であるクマ（声：富山敬）が、主人が病弱で寝たきりであるために自分も死のうと思い、介護に来たワンサ（声：小原乃梨子）に自分が目標としているハチ公の事を、ミュージカル混じりで教える。総集編である第21話「ワンサくんのミュージカル特集2」でも放送。
- 『タイムボカン24』（読売テレビ）2016年11月5日放送の「渋谷のハチ公は蜂だった!」で、アニメとして登場した。
- 『SHIBUYA♡HACHI』[50]（テレビ東京）

### テレビ番組
- 『歴史秘話ヒストリア』「きっと会える！大好きな人に〜ハチ公と渋谷 真実の物語〜」（NHK総合・2015年9月23日）[51]
- 『水曜日のダウンタウン』「本物のハチ公見たことがある人まだギリこの世にいる説」（TBS・2022年4月6日）

### 楽曲
- 「純情美談 忠犬ハチ公」（キクスイレコード、制作：岸一敏、童謡：国松操、1934年リリース）
最後にハチの鳴き声が収録されている。2003年、バラエティ番組『トリビアの泉 〜素晴らしきムダ知識〜』（フジテレビ）でバウリンガルによる翻訳が試みられ、「さみしいよお」という翻訳結果が得られている[52]。
- 「Hachikō」（藤井風、2025年リリース）

### アート
- 『ハチ公ファミリー』陶板レリーフ。原画：北原龍太郎（1932年 - 2013年）、造形：ルイ・フランセン
ハチ公前広場改名記念として設置された。1990年3月29日除幕[53]。東京都知事優秀賞受賞。
- 2025年1月、突然ハチ公ファミリー撤去のニュースが公になる。渋谷再開発の一環として、渋谷駅の工事のため、すべての陶板レリーフを1枚も移設や保存をする事なく撤去する事となった。理由として、レリーフを壁に付けるための接着剤に、アスベストが含まれるということである。保存を願うインターネットでの署名活動が行われたが、2月から工事は開始された。

## 備考
- 北海道南富良野町には「樹海峠のハチ公」と名付けられた北海道犬がかつており、銅像も建てられている[54]。1973年秋頃に樹海峠に置き去りにされた北海道犬で、飼い主が乗っていたと思われる黒色の乗用車が通るたびに追いかけていた犬で「樹海峠のハチ公」と呼ばれるようになった[54]。1975年に除雪作業車に巻き込まれて亡くなり、国道38号の樹海峠に「忠犬ハチ公の碑」が建立された[54]。
- 忠犬ハチ公銅像像維持会などによって、4月8日が「忠犬ハチ公の日」に制定されており、1936年より例年、銅像の前で慰霊祭が行われている。ハチ公の命日は1935年の3月8日だが、桜の開花の季節に合わせて一か月遅らせたものである[55][56][57]。銅像の設置日が4月8日であることを由来とする説もあるが[58]、上述の通り、銅像の除幕式が行われたのは1934年4月21日である。